# Kigurumi
Kigurumi (着ぐるみ?) es el nombre japonés para los disfraces de personajes (o botargas) animales. El nombre viene de la unión de dos términos japoneses (着る - Kiru: vestir) y (縫いぐるみ - Nuigurumi: animal de juguete caracterizado). Estas personas disfrazadas son encontrados a veces en centros comerciales, parques temáticos, y puestos en convenciones de anime.
Por ejemplo, en Disneylandia personajes disfrazados tales como Mickey Mouse y otras "mascotas" en encuentros deportivos serían referidos como kigurumi en japonés. A veces estos personajes deberán entretener a niños, a veces como táctica promocional para así llamar la atención en las calles ocupadas de la ciudad.

## Pijama Animal
El disfraz animal de cuerpo entero con capuchas o sombreros estilizados de animales se llaman también Kigurumi, pero no tienen la misma connotación de "disfraz" como los trajes de cuerpo entero, son llevados en la calle con fines no comerciales como parte de la moda callejera japonesa. Las personas que escogen llevar kigurumi en público a menudo son llamados "kigurumi", y los disfraces que tienden a llevar son conocidas como "disguise pajama" ("pijama de disfraz"). Los trajes, que se pueden comprar de varias compañías diferentes, se hacen en estilo cuerpo entero o pijama de medio cuerpo entero que parecen animales o personajes populares. Las capuchas o gorras en estos pijamas no cubren la cara.

## En la cultura popular
- En el anime "Himouto! Umaru-chan", Umaru Doma se pone un Kigurumi de hámster y se convierte en un personaje tipo "chibi".[1]